# واحد تاني (فلم)
واحد تاني هو فيلم كوميدي مصري صدر سنة 2022، من إخراج محمد شاكر خضير وتأليف هيثم دبور، وإنتاج تامر مرسي، وبطولة أحمد حلمي، وروبي، وسيد رجب، وأحمد مالك، وعمرو عبد الجليل، ونسرين أمين، ونور إيهاب. تدور أحداث الفيلم حول موظف يعمل أخصائي اجتماعي في مصلحة السجون، يكتشف بعد مقابلة مع زملاء قدامى فشله وفقدانه للشغف في الحياة، فيلجأ إلى اختراع يُعيد له الشغف من جديد، ولكن تنحرف الأمور بشكل غير متوقع.
يُشكل فيلم واحد تاني محطة فنية جديدة في مسيرة أحمد حلمي، حيث يجمعه لأول مرة بكل من الكاتب هيثم دبور والمخرج محمد شاكر خضير، بالإضافة إلى كونه أول تعاون له مع شركة سينرجي للإنتاج الفني. مرّ الفيلم بعدة تغييرات في عنوانه، إذ بدأ باسم «إكس»، ثم تغيّر إلى «العيل»، قبل أن يستقر على «واحد تاني». ويُعد هذا العمل عودة منتظرة لحلمي إلى الشاشة الكبيرة بعد غياب دام ثلاث سنوات منذ آخر ظهور له في فيلم خيال مآتة عام 2019.

## القصة
مصطفى الحسيني، موظف جامعي في مصلحة السجون، يعيش حياة باهتة تفتقر إلى الشغف الذي ميز شبابه في الجامعة، حيث كان يؤلف القصص ويعزف الموسيقى بحماس. خلال عمله، يحاول ثني السجين أدهم عن فكرة الانتحار بعد الإفراج، دون جدوى، كما يحاول إقناع السجين المعروف بـ«القط» بالإفصاح عن مكان سبائك ذهبية سرقها، لكنه يصطدم بصمته. يتلقى دعوة من زميلته السابقة فيروز الألفي لحفل يجمع أصدقاء الجامعة، وهناك يُصدم بأن الجميع حققوا نجاحات كبيرة، فيما ظل هو عالقًا في الروتين.
في الحفل، يلتقي مصطفى بجاسر الألفي، شقيق فيروز، الذي كان طالبًا خجولًا في الماضي وأصبح الآن صاحب شركة ناجحة لابتكار وبيع الأفكار. يكشف له جاسر أن سرّ تحوّله يعود إلى طبيب يُدعى علوان زرع في جسده جهازًا اسمه «القُمع» يمنح طاقة لا تنضب وشغفًا دائمًا. يعرض عليه الفكرة مقابل ربع مليون جنيه، وبعد تردد، يوافق مصطفى على الخضوع للتجربة، مع علمه بأنها ستطمس شخصيته وتحل محلها شخصية جديدة تُدعى «إكس».
بعد العملية، يستفيق مصطفى في يخت برفقة الممرضة ليندا، التي تخبره بأحداث لا يذكرها، وتكتشف عودة شخصيته القديمة، ما يدفعها لنقله مجددًا إلى الطبيب. يوضح الطبيب أن خطأ في العملية أدى إلى تعايش الشخصيتين في جسد واحد، تتناوبان يومًا بيوم، على أن تذوب «القُمع» خلال شهرين، ويمكن تركيب واحد جديد لتثبيت إحدى الشخصيتين نهائيًا.
يتصاعد الصراع بين مصطفى و«إكس»، فكل منهما ينقض أفعال الآخر. «إكس» يقدم استقالة من العمل، ينقذ أدهم من محاولة انتحار، ويعيد لفيروز شغفها بالغناء فتقع في حبه، بينما يحتفظ مصطفى بمشاعره القديمة نحوها. كما يبدأ «إكس» العمل في شركة جاسر ويكمل رواية كتبها مصطفى، لكن مصطفى يرفض استكمالها بأسلوب لا يرضيه، مما يؤدي إلى خسارة صفقة مهمة.
يحاول مصطفى تأمين مبلغ «القُمع» الثاني عبر قرض بنكي، إلا أن «إكس» يعيده في اليوم التالي. في تطور خطير، يختطفه الزُط، شقيق القط، لمنعه من كتابة تقرير يفضي بالإفراج عن أخيه. يستغل «إكس» الموقف للحصول على رشوة من الزُط، لكن مصطفى يسجل المكالمة ويكتشف خفايا الجريمة، ليقرر «إكس» أخيرًا إعطاء المال لمصطفى كي يمحو شخصيته.
في النهاية، تتدهور حالة مصطفى و«إكس» ويغدو التحول بينهما غير متوقع. تتعلق فيروز بالشخصيتين وتقبل الزواج من «إكس»، الذي يصبح أبًا، قبل أن تحدث المفاجأة الكبرى: يتمكن مصطفى من التواصل مع «إكس» مباشرة، ليبدأ فصل جديد من التعايش والاندماج بينهما، وقد تجاوزا حدود الانفصال.

## طاقم التمثيل
- أحمد حلمي بدور مصطفى/إكس
- روبي بدور فيروز
- سيد رجب بدور الدكتور علوان
- أحمد مالك بدور جاسر
- عمرو عبد الجليل بدور الزط/القط
- نسرين أمين بدور ليندا
- نور إيهاب بدور شيرويت
- محمد التاجي بدور مأمور السجن
- عمرو وهبة بدور موظف البنك
- محمود حافظ بدور أدهم

## الإطلاق
عُرض الفيلم في عيد الفطر 1443 هـ\2022 م.

## وصلات خارجية
- واحد تاني على موقع IMDb (الإنجليزية)
- واحد تاني على موقع الدهليز
- واحد تاني على موقع قاعدة بيانات الأفلام العربية
- واحد تاني على موقع قاعدة بيانات الفيلم (الإنجليزية)
- واحد تاني على موقع ليتربوكسد (الإنجليزية)